# ウォレウ・ンテム州
ウォレウ・ンテム州 (Woleu-Ntem) は、ガボンの州である。面積は38,465km2、人口は186,300人（2020年推定）。州都はオイェムである。

## 下位行政区画

ウォレウ・ンテム州の県

- オート＝コモ県（英語版）
- オート＝ンテム県（英語版）
- ンテム県（英語版）
- オカノ県（英語版）
- ウォレウ県（英語版）

## 主な都市
- オイェム
- ミチク
- ンコラボナ